# یوهانس بروتروس
یوهانس بروتروس (فنلاندی: Johannes Brotherus؛ زادهٔ ۱۹۹۷ میلادی) بازیگر خواننده، موسیقی‌دان و آهنگساز اهل فنلاند است.
پدر او «آنتی ایکونن»، نوازندهٔ پیشین کیبورد الکترونیک در گروه موسیقی استراتواریوس بود.
از فیلم‌هایی که وی در آن‌ها نقش داشته است، می‌توان به شب ملموس اشاره نمود.